# Lorenzo Spada
Lorenzo Spada (falecido em 1544) foi um prelado católico romano que serviu como bispo de Calvi Risorta (1543–1544).

## Biografia
Lorenzo Spada foi ordenado sacerdote na Ordem dos Frades Menores Conventuais. No dia 1 de junho de 1543, foi nomeado pelo Papa Paulo III como Bispo de Calvi Risorta. Serviu como bispo de Calvi Risorta até à sua morte em 1544.